# Loranca de Tajuña
Loranca de Tajuña település Spanyolországban, Guadalajara tartományban. Loranca de Tajuña Pioz, Guadalajara, Aranzueque, Hontoba, Escariche, Fuentenovilla és Pezuela de las Torres községekkel határos. Lakosainak száma 1608 fő (2024).

## Népesség
A település népessége az utóbbi években az alábbiak szerint változott:
| Lakosok száma | 350  | 575  | 1016 | 1428 | 1434 | 1314 | 1254 | 1249 | 1396 | 1608 |
|               | 2001 | 2004 | 2006 | 2009 | 2011 | 2014 | 2016 | 2019 | 2021 | 2024 |